# イズライル・ゲルファント
イズライル・モイセーエヴィチ・ゲルファント（イズライリ・モイセーエヴィチ・ゲリファント；ロシア語: Изра́иль Моисе́евич Гельфа́нд；ラテン文字転写の例:Izrail' Moiseevich Gel'fand、1913年9月2日 - 2009年10月5日）はウクライナ出身（ユダヤ系）のロシアの数学者。最高峰の業績を誇る20世紀最大の数学者の一人。

## 人物
1913年9月2日、ロシア帝国のヘルソン県（現在はウクライナ）に生まれる。高校で放校処分を受けたが、その理由は当人によると、父親が工場の所有者だったためだという。その後、高校と大学を飛び越して19歳でモスクワ大学大学院に入り、アンドレイ・コルモゴロフに師事。
ゲルファントセミナーという独特の形式のセミナーを長年行いそこから多くの優秀な弟子を輩出し教育者としても優れ、コルモゴロフによって築かれたロシア学派を発展させた。
専門は関数解析学と表現論だが、そのような分野をはるかに超えて強力な影響力を持つ業績を多々上げている（無限次元リー環、微分方程式、数値解析、調和解析、確率論、等質空間論、代数幾何学、積分幾何学などなど）ばかりか、物理学にも影響を与えている。
作用素環論におけるC*-環を発見したのもゲルファントである。
2009年10月5日、生涯を閉じた。96歳没。

## 主要業績
- ゲルファント＝マズールの定理
- ゲルファント＝ナイマルクの定理
- GKZ超幾何関数

## 略歴
- 1935年 - モスクワ大学助教授に就任
- 1938年 - コルモゴロフのもとで博士号を取得
- 1943年 - モスクワ大学教授に就任
- 1977年 - 王立協会外国人会員選出
- 1989年 - ラトガーズ大学客員教授就任

## 受賞歴
- 1978年 - ウルフ財団よりウルフ賞数学部門
- 1980年 - ウィグナー・メダル
- 1989年 - 稲盛財団より京都賞基礎科学部門
- 2005年 - アメリカ数学会よりスティール賞

## エピソード
- 2005年においても、新しい論文をDuke Math. J.やAdv. Math.といった一流雑誌に掲載しており、生産的という言葉を遥かに超えていた。回想録がAMSからPDFで出るほどであった[3]。生前最後の論文は共著ではあるが2008年のものである[4]。共著者は170人を超えた。
- 現在ラングランズ予想として知られているものをラングランズとは独立に気付いていた。
- ロシアの僻地に住む学生のために通信教育をしていた。岩波書店からこの時使用されていた教科書の日本語訳が出版されている（ゲルファント先生の学校に行かずにわかる数学シリーズ）が、3巻で中断されている。

## 著作
- 『超関数論入門』 1巻、シーロフとの共著、功力金二郎、井関清志、麦林布道 共訳、共立出版、1963年。NDLJP:1379969。
- 『超関数論入門』 2巻、1964年。NDLJP:2422112。